# Volleyball-Europapokal der Pokalsieger 1983/84 (Frauen)
Der Europapokal der Pokalsieger der Frauen 1983/84 war die 12. Auflage des Wettbewerbes, an der 19 Volleyball-Vereinsmannschaften aus 19 Ländern teilnahmen. Der SC Dynamo Berlin aus der DDR sicherte sich nach 1977/78 zum zweiten Mal den Europapokal der Pokalsieger.

## Teilnehmer
| Belgien - VC Temse Bulgarien - Lewski-Spartak Sofia BR Deutschland - VfL Oythe Deutsche Demokratische Republik - SC Dynamo Berlin Frankreich - CASG Paris Griechenland - Zirinos Aon Israel - Hapoel Bat Yam | Italien - Nelsen Reggio Emilia Jugoslawien - Paloma Branik Luxemburg - VC Olympic Luxembourg Niederlande - Pancratius Bank Heerlen Norwegen - Sortland IL Österreich - Post SV Wien | Portugal - Atlético Lissabon Schweden - Uppsala Studenters IF Schweiz - SC Uni Basel Volleyball Tschechoslowakei - Roter Stern Prag Türkei - Arçelik SK Istanbul Ungarn - Vasas Budapest |

## Modus
Von der Ausscheidungsrunde bis zum Viertelfinale spielten die Mannschaften im K.-o.-System. In jeder Runde gab es Hin- und Rückspiele. Nach dem Viertelfinale ermittelten dann die letzten vier Mannschaften in einem Finalrunden-Turnier den Europapokalsieger.

## Ausscheidungsrunde
|                | Gesamt |                         | Hinspiel | Rückspiel |
| -------------- | ------ | ----------------------- | -------- | --------- |
| Post SV Wien   | 3:3    | Arçelik SK Istanbul     | 3:0      | 0:3       |
| VC Temse       | 6:0    | VC Olympic Luxembourg   | 3:0      | 3:0       |
| Hapoel Bat Yam | 3:5    | SC Uni Basel Volleyball | 3:2      | 0:3       |

## Achtelfinale
|                         | Gesamt |                         | Hinspiel | Rückspiel |
| ----------------------- | ------ | ----------------------- | -------- | --------- |
| Paloma Branik           | 0:6    | SC Dynamo Berlin        | 0:3      | 0:3       |
| VfL Oythe               | 6:1    | Arçelik SK Istanbul     | 3:0      | 3:1       |
| Vasas Budapest          | 3:3    | Lewski-Spartak Sofia    | 3:0      | 0:3       |
| Nelsen Reggio Emilia    | 6:1    | CASG Paris              | 3:1      | 3:0       |
| VC Temse                | 0:6    | Roter Stern Prag        | 0:3      | 0:3       |
| Uppsala Studenters IF   | 5:4    | Sortland IL             | 3:1      | 2:3       |
| Atlético Lissabon       | 0:6    | Pancratius Bank Heerlen | 0:3      | 0:3       |
| SC Uni Basel Volleyball | 6:1    | Zirinos Aon             | 3:0      | 3:1       |

## Viertelfinale
|                         | Gesamt |                         | Hinspiel | Rückspiel |
| ----------------------- | ------ | ----------------------- | -------- | --------- |
| VfL Oythe               | 2:6    | SC Dynamo Berlin        | 2:3      | 0:3       |
| Lewski-Spartak Sofia    | 3:4    | Nelsen Reggio Emilia    | 3:1      | 0:3       |
| Roter Stern Prag        | 6:0    | Uppsala Studenters IF   | 3:0      | 3:0       |
| Pancratius Bank Heerlen | 4:3    | SC Uni Basel Volleyball | 3:0      | 1:3       |

## Finalrunde
Die Finalrunde fand vom 10. bis 12. Februar im Atatürk-Sportpalast der türkischen Hauptstadt Ankara statt.

### Spiele
| Datum           |                      | Ergebnis |                         |
| --------------- | -------------------- | -------- | ----------------------- |
| Fr .10. Februar | Nelsen Reggio Emilia | 3:2      | Roter Stern Prag        |
| Fr .10. Februar | SC Dynamo Berlin     | 3:0      | Pancratius Bank Heerlen |
| Sa 11. Februar  | SC Dynamo Berlin     | 3:1      | Nelsen Reggio Emilia    |
| Sa 11. Februar  | Roter Stern Prag     | 3:0      | Pancratius Bank Heerlen |
| So 12. Februar  | SC Dynamo Berlin     | 3:0      | Roter Stern Prag        |
| So 12. Februar  | Nelsen Reggio Emilia | 3:0      | Pancratius Bank Heerlen |

### Abschlusstabelle
| Pl. | Verein                  | S | N | Sätze | Punkte |
| --- | ----------------------- | - | - | ----- | ------ |
| 1   | SC Dynamo Berlin        | 3 | – | 9:1   | 6      |
| 2   | Nelsen Reggio Emilia    | 2 | 1 | 7:5   | 5      |
| 3   | Roter Stern Prag        | 1 | 2 | 5:6   | 4      |
| 4   | Pancratius Bank Heerlen | – | 3 | 0:9   | 3      |

 Europapokalsieger

## Europapokalsieger
| 1.                        | SC Dynamo Berlin |
| ------------------------- | --- |
| Logo vom SC Dynamo Berlin | Spielerinnen: Ariane Radfan, Kathrin Langschwager, Ute Langenau, Monika Beu, Maike Arlt, Grit Jensen, Ramona Landgraf, Silke Schott, Heike Jensen, Funk, Schmidt, Heike Lehmann Trainer: Siegfried Köhler |